# 俄羅斯的葉卡捷琳娜·米哈伊羅芙娜女大公
葉卡捷琳娜·米哈伊洛芙娜（俄语：Екатерина Михайловна，1827年8月28日—1894年5月12日），俄羅斯沙皇保羅一世的孫女、米哈伊爾·巴甫洛維奇大公的第三子。

## 家庭
1851年，葉卡捷琳娜與梅克倫堡-施特雷利茨大公格奧爾格的次子格奧爾格·奧古斯特結婚，兩人共有2子1女：
1. 海倫（英语：Duchess Helene of Mecklenburg-Strelitz）（1857年—1936年）
2. 格奧爾格·亞歷山大（1859年—1909年）
3. 卡爾·米夏埃爾（1863年—1934年）